# Qualificazioni all'UEFA Futsal Championship 2012
Il torneo di qualificazione si è svolto nel 2011 tra le nazionali dei paesi europei.
Il turno preliminare (20 - 24 gennaio 2011) ha visto le 16 nazionali europee di più bassa caratura (secondo il coefficiente UEFA) divise in 4 gironi per determinare le 6 squadre (le 4 prime e le 2 migliori seconde) che affronteranno le qualificazioni per l'Europeo. 
I sei gironi di qualificazione (24 - 28 febbraio 2011) composti da 4 squadre ciascuno: accedevano all'Europeo le prime classificate di ogni girone e le cinque migliori seconde, mentre era già qualificata la Croazia essendo il paese organizzatore.

## Sorteggio
TURNO DI QUALIFICAZIONE
- Fascia 1: Italia, Spagna, Portogallo, Russia, Repubblica Ceca e Ucraina
- Fascia 2: Serbia, Ungheria, Bielorussia, Azerbaigian, Romania, Slovenia
- Fascia 3: Belgio, Slovacchia, Kazakistan, Bosnia-Erzegovina, Paesi Bassi, Polonia
- Fascia 4: vincitrici dei sei gruppi del turno preliminare

TURNO PRELIMINARE
- Fascia 1: Israele, Lituania, Grecia, Moldova, Macedonia, Finlandia
- Fascia 2: Lettonia, Francia, Andorra, Cipro, Georgia, Turchia, Irlanda
- Fascia 3: Albania, Montenegro, Bulgaria, Armenia, Inghilterra, Malta
- Fascia 4: Estonia, Norvegia, San Marino, Svizzera, Islanda

## Gironi preliminari di qualificazione
In grassetto le nazionali ospitanti.

### Gruppo A
| Nazionale  | G | V | N | P | GF | GS | Dif | Pti |
| ---------- | - | - | - | - | -- | -- | --- | --- |
| Turchia    | 3 | 2 | 0 | 1 | 11 | 6  | +5  | 6   |
| Montenegro | 3 | 2 | 0 | 1 | 9  | 9  | 0   | 6   |
| Moldavia   | 3 | 1 | 0 | 2 | 8  | 10 | -2  | 3   |
| Svizzera   | 3 | 1 | 0 | 2 | 8  | 11 | -3  | 3   |

### Gruppo B
| Nazionale | G | V | N | P | GF | GS | Dif | Pti |
| --------- | - | - | - | - | -- | -- | --- | --- |
| Lettonia  | 3 | 3 | 0 | 0 | 11 | 5  | +6  | 9   |
| Islanda   | 3 | 2 | 0 | 1 | 15 | 10 | +5  | 6   |
| Grecia    | 3 | 0 | 1 | 2 | 6  | 11 | -5  | 1   |
| Armenia   | 3 | 0 | 1 | 2 | 4  | 10 | -6  | 1   |

### Gruppo C
| Nazionale   | G | V | N | P | GF | GS | Dif | Pti |
| ----------- | - | - | - | - | -- | -- | --- | --- |
| Macedonia   | 3 | 3 | 0 | 0 | 11 | 4  | +7  | 9   |
| Georgia     | 3 | 2 | 0 | 1 | 13 | 2  | +11 | 6   |
| Inghilterra | 3 | 1 | 0 | 2 | 4  | 9  | -5  | 3   |
| Estonia     | 3 | 0 | 0 | 3 | 4  | 17 | -13 | 0   |

### Gruppo D
| Nazionale | G | V | N | P | GF | GS | Dif | Pti |
| --------- | - | - | - | - | -- | -- | --- | --- |
| Francia   | 3 | 3 | 0 | 0 | 11 | 3  | +8  | 9   |
| Bulgaria  | 3 | 2 | 0 | 1 | 14 | 5  | +9  | 6   |
| Lituania  | 3 | 1 | 0 | 2 | 9  | 10 | -1  | 3   |
| Malta     | 3 | 0 | 0 | 3 | 2  | 18 | -16 | 0   |

### Gruppo E
| Nazionale  | G | V | N | P | GF | GS | Dif | Pti |
| ---------- | - | - | - | - | -- | -- | --- | --- |
| Finlandia  | 3 | 2 | 1 | 0 | 18 | 2  | +16 | 7   |
| Albania    | 3 | 2 | 0 | 1 | 11 | 17 | -6  | 6   |
| Cipro      | 3 | 1 | 1 | 1 | 13 | 11 | +2  | 4   |
| San Marino | 3 | 0 | 0 | 3 | 4  | 16 | -12 | 0   |

| Tampere 20 gennaio 2011, ore 15:45 CET | Cipro | 5 – 2 (3-1) referto | San Marino | Pirkkahalli |

| Tampere 20 gennaio 2011, ore 18:00 CET | Finlandia | 9 – 0 (5-0) referto | Albania | Pirkkahalli |

| Tampere 22 gennaio 2011, ore 11:00 CET | Finlandia | 7 – 0 (1-0) referto | San Marino | Pirkkahalli |

| Tampere 22 gennaio 2011, ore 13:15 CET | Albania | 7 – 6 (4-1) referto | Cipro | Pirkkahalli |

| Tampere 23 gennaio 2011, ore 13:45 CET | San Marino | 2 – 4 (2-2) referto | Albania | Pirkkahalli |

| Tampere 23 gennaio 2011, ore 16:00 CET | Cipro | 2 – 2 (1-2) referto | Finlandia | Pirkkahalli |

### Gruppo F
| Nazionale | G | V | N | P | GF | GS | Dif | Pti |
| --------- | - | - | - | - | -- | -- | --- | --- |
| Norvegia  | 3 | 3 | 0 | 0 | 19 | 6  | +13 | 9   |
| Andorra   | 3 | 2 | 0 | 1 | 9  | 9  | 0   | 6   |
| Israele   | 3 | 1 | 0 | 2 | 7  | 11 | -4  | 3   |
| Irlanda   | 3 | 0 | 0 | 3 | 1  | 10 | -9  | 0   |

## Gironi di qualificazione

### Gruppo 1
| Nazionale   | G | V | N | P | GF | GS | Dif | Pti |
| ----------- | - | - | - | - | -- | -- | --- | --- |
| Spagna      | 3 | 3 | 0 | 0 | 17 | 3  | +14 | 9   |
| Azerbaigian | 3 | 2 | 0 | 1 | 13 | 13 | 0   | 6   |
| Kazakistan  | 3 | 1 | 0 | 2 | 5  | 11 | -6  | 3   |
| Francia     | 3 | 0 | 0 | 3 | 2  | 10 | -8  | 0   |

| Arbitri: | Jan Kresta Serhij Drebužan Sergej Velikij |

|                                                                  |           |  |
| Blanco 6'37'’ Aparicio 10'35'’ Fernandão 24'06'’ Robledo 28'20'’ | Marcatori |  |

| Arbitri: | Borut Šivic Sergej Velikij Serhij Drebužan |

|                                                                            |           |                                                |
| Serjão 11'03'’, 32'02'’ Felipe 13'32'’, 31'10'’ Biro Jade 18'48'’, 26'54'’ | Marcatori | 8'59'’ Kazakov 34'39'’ Jamanqulov 39'23'’ Taku |

| Arbitri: | Sergej Velikij Borut Šivic Jan Kresta |

|  |           |                                                                 |
|  | Marcatori | 2'32'’ Pola 6'25'’ J. Ruiz 23'07'’ Usín 25'41'’, 39'45'’ Alemão |

| Arbitri: | Serhij Drebužan Jan Kresta Borut Šivic |

|                                                          |           |                               |
| Biro Jade 2'09'’, 33'05'’ Serjão 16'23'’ Borisov 34'20'’ | Marcatori | 17'28'’ Basson 36'04'’ Otmani |

| Arbitri: | Serhij Drebužan Sergej Velikij Jan Kresta |

|  |           |                                              |
|  | Marcatori | 16'34'’ Súleımenov 25'31'’ (aut.) Khireddine |

| Arbitri: | Borut Šivic Jan Kresta Sergej Velikij |

| |           |                                        |
| Alemão 5'31'’ J. Ruiz 7'09'’, 15'22'’ Lin 19'37'’ Fernandão 22'44'’ Torrás 26'08'’ Blanco 29'13'’ Pola 35'37'’ | Marcatori | 13'29'’, 18'44'’ Serjão 32'37'’ Felipe |

### Gruppo 2
| Nazionale   | G | V | N | P | GF | GS | Dif | Pti |
| ----------- | - | - | - | - | -- | -- | --- | --- |
| Russia      | 3 | 3 | 0 | 0 | 10 | 1  | +9  | 9   |
| Serbia      | 3 | 1 | 1 | 1 | 9  | 6  | +3  | 4   |
| Paesi Bassi | 3 | 1 | 1 | 1 | 8  | 7  | +1  | 4   |
| Finlandia   | 3 | 0 | 0 | 3 | 3  | 16 | -13 | 0   |

| Arbitri: | Pascal Fritz Franco Cachia Fredric Nilholt |

|                                                                                  |           |                  |
| Prudnikov 0'43'’ Cirilo 15'30'’, 33'12'’ Sergeev 22'41'’ Lindgren 36'16'’ (aut.) | Marcatori | 34'54'’ Lindgren |

| Arbitri: | Francesco Massini Fredric Nilholt Franco Cachia |

|                                                     |           |                                                  |
| El Morabiti 0'22'’ Hulshorst 5'21'’ Attaibi 39'26'’ | Marcatori | 14'33'’ Perić 33'57'’ Bojović 39'46'’ Cvetanović |

| Arbitri: | Fredric Nilholt Pascal Fritz Francesco Massini |

|  |           |                                        |
|  | Marcatori | 30'59'’, 37'41'’ Prudnikov 39'59’ Pula |

| Arbitri: | Franco Cachia Francesco Massini Pascal Fritz |

|                                                                         |           |                                   |
| Zouthane 10'15'’, 35'43'’ El Morabiti 19'47'’ De Groot 37'20'’, 39'46'’ | Marcatori | 27'26'’ Autio 29'38'’ Laurikainen |

| Arbitri: | Francesco Massini Franco Cachia Fredric Nilholt |

|  |           |                                                                                            |
|  | Marcatori | 5'45'’, 10'48'’, 33'33'’ Kocić 15'36'’ Đorđević 17'21'’ Cvetanović 19'58'’ (aut.) Lindgren |

| Arbitri: | Pascal Fritz Fredric Nilholt Franco Cachia |

|                        |           |  |
| Cirilo 6'50'’, 27'32'’ | Marcatori |  |

### Gruppo 3
| Nazionale | G | V | N | P | GF | GS | Dif | Pti |
| --- | - | - | - | - | -- | -- | --- | --- |
| Portogallo | 3 | 3 | 0 | 0 | 14 | 2  | +12 | 9   |
| Bielorussia | 3 | 1 | 1 | 1 | 5  | 8  | -3  | 4   |
| Polonia | 3 | 0 | 2 | 1 | 4  | 10 | -6  | 2   |
| [[File:Template:Naz/MKD 1995-2019 1995-2019\|class=noviewer\|Template:Naz/MKD 1995-2019 1995-2019 (bandiera)\|20x16px]] [[Selezione maschile di calcio a 5 Template:Naz/MKD 1995-2019 1995-2019\|Template:Naz/MKD 1995-2019 1995-2019]] | 3 | 0 | 1 | 2 | 4  | 7  | -3  | 1   |

| Arbitri: | Abdallah Benazzi Petros Panayides Oleh Ivanov |

|                                                       |           |                  |
| Cardinal 9'50'’ Ricardinho 22'09'’ A. Pereira 32'11'’ | Marcatori | 29'10'’ Rangotov |

| Arbitri: | Epaminondas Stamoulis Oleh Ivanov Petros Panayides |

|                                |           |                                  |
| Łeszyk 37'19'’ Słonina 38'57'’ | Marcatori | 7'17'’ Černik 15'42'’ Podalinski |

| Arbitri: | Oleh Ivanov Epaminondas Stamoulis Abdallah Benazzi |

|                |           |                                                                                       |
| Yuraga 34'58'’ | Marcatori | 16'03'’ Ricardinho 25'48'’ Queirós 27'41'’ Leitão 30'10'’ Cardinal 38'19'’ A. Pereira |

| Arbitri: | Petros Panayides Abdallah Benazzi Epaminondas Stamoulis |

|                            |           |                                   |
| Franz 4'45'’ Kusia 15'48'’ | Marcatori | 31'01'’ Ljubomir 38'31'’ Rangotov |

| Arbitri: | Oleh Ivanov Abdallah Benazzi Petros Panayides |

|                  |           |                             |
| Rangotov 35'38'’ | Marcatori | 24'55'’ Papoŭ 28'45'’ Levus |

| Arbitri: | Epaminondas Stamoulis Petros Panayides Abdallah Benazzi |

|                                                                                      |           |  |
| G. Alves 0'56'’, 13'16'’ Leitão 2'31'’ Marinho 23'08'’ Matos 25'28'’ Queirós 27'58'’ | Marcatori |  |

### Gruppo 4
| Nazionale  | G | V | N | P | GF | GS | Dif | Pti |
| ---------- | - | - | - | - | -- | -- | --- | --- |
| Rep. Ceca  | 3 | 2 | 0 | 1 | 9  | 7  | +2  | 6   |
| Romania    | 3 | 2 | 0 | 1 | 9  | 7  | +2  | 6   |
| Slovacchia | 3 | 2 | 0 | 1 | 13 | 10 | +3  | 6   |
| Norvegia   | 3 | 0 | 0 | 3 | 4  | 11 | -7  | 0   |

| Arbitri: | Saša Tomić Kamil Çetin Toni Lehtinen |

|                                                       |           |                                               |
| Janovský 6'30'’ Belej 6'52'’, 11'34'’ R. Mareš 9'29'’ | Marcatori | 6'13'’ Johnsen 19'19'’ Ravlo 27'00'’ Sortevik |

| Arbitri: | Gábor Kovács Toni Lehtinen Kamil Çetin |

|                                                                                |           |                                                                                           |
| Matei 17'27'’ Brunovský 22'05'’ (aut.) Gherman 29'23'’, 31'51'’ Stoica 35'45'’ | Marcatori | 5'56'’ Mikita 9'40'’ Hal'ko 11'50'’ Kozár 14'56'’ Rejžek 18'53'’ Várady 38'17'’ Brunovský |

| Arbitri: | Toni Lehtinen Saša Tomić Kamil Çetin |

|                                               |           |                                                                      |
| Hal'ko 1'20'’ Fehervári 17'41'’ Kozár 35'27'’ | Marcatori | 3'38'’, 25'35'’ Rešetár 6'07'’ Seidler 25'04'’ M. Mareš 26'20'’ Frič |

| Arbitri: | Gábor Kovács Kamil Çetin Saša Tomić |

|                                              |           |              |
| Al-Ioani 3'32'’ Matei 22'59'’ Răducu 34'08'’ | Marcatori | 36'52'’ Dahl |

| Arbitri: | Kamil Çetin Toni Lehtinen Gábor Kovács |

|  |           |                                                       |
|  | Marcatori | 3'06'’ Rejžek 7'45'’, 32'02'’ Fehervári 32'51'’ Rafaj |

| Arbitri: | Saša Tomić Gábor Kovács Toni Lehtinen |

|  |           |                 |
|  | Marcatori | 26'30'’ Gherman |

### Gruppo 5
| Nazionale | G | V | N | P | GF | GS | Dif | Pti |
| --------- | - | - | - | - | -- | -- | --- | --- |
| Ucraina   | 3 | 3 | 0 | 0 | 20 | 6  | +14 | 9   |
| Turchia   | 3 | 2 | 0 | 1 | 8  | 16 | -8  | 6   |
| Ungheria  | 3 | 1 | 0 | 2 | 7  | 10 | -3  | 3   |
| Belgio    | 3 | 0 | 0 | 3 | 8  | 11 | -3  | 0   |

| Arbitri: | Vladimir Colbasiuc [[File:Template:Naz/MKD 1995-2019 1995-2019\|class=noviewer\|Template:Naz/MKD 1995-2019 1995-2019 (bandiera)\|20x16px]] Petar Mantev Bogdan Sorescu |

|                                                              |           |                                               |
| Lehčanov 6'26'’ Ovsjannikov 13'52'’ Rohačov 15'28'’, 19'29'’ | Marcatori | 28'50'’ Hitou 32'13'’ Chaïbaï 37'21'’ Canaris |

| Arbitri: | Sreten Vasić Bogdan Sorescu [[File:Template:Naz/MKD 1995-2019 1995-2019\|class=noviewer\|Template:Naz/MKD 1995-2019 1995-2019 (bandiera)\|20x16px]] Petar Mantev |

|                                   |           |                                            |
| Csopaki 3'22'’ Gyurcsányi 19'37'’ | Marcatori | 25'52'’, 37'50'’ Yıldırım 27'12'’ Köseoğlu |

| Arbitri: | [[File:Template:Naz/MKD 1995-2019 1995-2019\|class=noviewer\|Template:Naz/MKD 1995-2019 1995-2019 (bandiera)\|20x16px]] Petar Mantev Sreten Vasić Vladimir Colbasiuc |

|                                          |           |                                                                |
| Hitou 10'01'’, 11'15'’ Vanderlei 21'42'’ | Marcatori | 0'53'’, 1'41'’ Dróth 23'16'’ (aut.) Dujacquier 39'58'’ T. Nagy |

| Arbitri: | Bogdan Sorescu Vladimir Colbasiuc Sreten Vasić |

| |           |                             |
| Lehčanov 1'50'’, 3'49'’ Rohačov 3'19'’ (rig.) Čepornjuk 5'37'’, 19'04'’, 37'00’ Ovsjannikov 8'22'’ Kločko 11'44'’ (t.l.), 19'19'’ (t.l.) Kalincik 13'55'’ (aut.) Jakunyn 21'21'’ Romanov 29'44'’ | Marcatori | 15'23'’ Çiçek 26'03'’ Özcan |

| Arbitri: | Bogdan Sorescu [[File:Template:Naz/MKD 1995-2019 1995-2019\|class=noviewer\|Template:Naz/MKD 1995-2019 1995-2019 (bandiera)\|20x16px]] Petar Mantev Sreten Vasić |

|                                |           |                             |
| Özcan 5'39'’, 20'28'’, 39'50'’ | Marcatori | 15'57'’, 39'26'’ Dujacquier |

| Arbitri: | Vladimir Colbasiuc Sreten Vasić [[File:Template:Naz/MKD 1995-2019 1995-2019\|class=noviewer\|Template:Naz/MKD 1995-2019 1995-2019 (bandiera)\|20x16px]] Petar Mantev |

|                 |           |                                                              |
| T. Nagy 17'40'’ | Marcatori | 1'43'’ Čepornjuk 6'10'’, 36'26'’ Ovsjannikov 39'25'’ Rohačov |

### Gruppo 6
| Nazionale            | G | V | N | P | GF | GS | Dif | Pti |
| -------------------- | - | - | - | - | -- | -- | --- | --- |
| Italia               | 3 | 3 | 0 | 0 | 12 | 1  | +11 | 9   |
| Slovenia             | 3 | 2 | 0 | 1 | 9  | 6  | +3  | 6   |
| Bosnia ed Erzegovina | 3 | 1 | 0 | 2 | 4  | 11 | -7  | 3   |
| Lettonia             | 3 | 0 | 0 | 3 | 6  | 13 | -7  | 0   |

| Arbitri: | Eduardo Coelho Ainar Kuusk Aleksandras Sliva |

|                                                                                       |           |                |
| Vampeta 6'20'’, 23'10'’ Fortino 11'08'’ Romano 31'02'’ Patias 31'30'’ Bertoni 32'32'’ | Marcatori | 30'27'’ Žukovs |

| Arbitri: | Stephan Kammerer Aleksandras Sliva Ainar Kuusk |

|                                                                              |           |                       |
| Vrhovec 19'07'’, 32'20'’ (t.l.) Melink 21'02'’ Pertič 30'22'’ Drobne 37'56'’ | Marcatori | 6'21'’ Vladisavljević |

| Arbitri: | Aleksandras Sliva Stephan Kammerer Eduardo Coelho |

|  |           |                                                       |
|  | Marcatori | 12'38'’, 32'57'’ Bertoni 23'28'’ Lima 25'56'’ Vampeta |

| Arbitri: | Ainar Kuusk Eduardo Coelho Stephan Kammerer |

|                                                                |           |                                                      |
| R. Mordej 2'31'’ Pertič 15'17'’ Vrhovec 31'41'’ Melink 32'16'’ | Marcatori | 1'38'’ (aut.) Fetić 4'03'’ (aut.) Pertič 8'17'’ Seņs |

| Arbitri: | Stephan Kammerer Ainar Kuusk Aleksandras Sliva |

|                                    |           |                                                          |
| Matvejevs 2'00'’ Jakovļevs 12'07'’ | Marcatori | 3'42'’ Vladisavljević 32'24'’ (rig.) Lalić 38'54'’ Ramić |

| Arbitri: | Eduardo Coelho Aleksandras Sliva Ainar Kuusk |

|                          |           |  |
| Fortino 18'26'’, 23'26'’ | Marcatori |  |